# Thomas Toth
Thomas Toth (* 1986 in Mainz) ist ein deutscher Regisseur und Editor.

## Leben
Thomas Toth studierte Mediendesign an der Hochschule Mainz. 
Sein 2014 zusammen mit Michael Schaff produzierter Dokumentarfilm Qalqiliyas Zoo wurde für den Next Generation Short Tiger 2015 ausgewählt, ein Kurzfilmprogramm, das 1998 von German Films und der Filmförderungsanstalt (FFA) gegründet wurde. Der Film beschreibt auf ganz eigene Weise die Situation in der Stadt Qalqiliya am Beispiel des letzten Zoos in den Palästinensischen Autonomiegebieten. Der Film hatte auf den Internationalen Filmfestspielen von Cannes 2015 Premiere.
Toths Abschlussarbeit für den Bachelor war der Dokumentarfilm Ein bisschen Normalität, der bei dem Lichter Filmfest in Frankfurt in der Kategorie „bester regionaler Kurzfilm“ den ersten Preis gewann. Der Film gewann außerdem den Hessischen Filmpreis 2015 in der Kategorie „Kurzfilm“.

## Filmografie (Auswahl)
- 2013: Klapperfeld (Dokumentarfilm)
- 2014: Qalqiliyas Zoo (Dokumentarfilm)
- 2015: Ein bisschen Normalität (Dokumentarfilm)